# Monumento Nacional al Inmigrante
El Monumento Nacional al Inmigrante es un monumento en Caxias do Sur, Brasil, que se encuentra a la entrada de la ciudad, en la carretera BR-116, kilómetro 150.

## Historia
Su piedra base fue colocada en 1950 por el presidente de la República Eurico Gaspar Dutra. La construcción surgió de la iniciativa de una comisión comunitaria, que realizó un concurso para escoger el mejor proyecto en homenaje a los inmigrantes italianos del estado. El proyecto escogido fue el del escultor Antônio Caringi. La construcción comenzó en 1951, y la obra fue terminada en 1954, siendo inaugurada por el presidente Getúlio Vargas el 28 de febrero. La fundición de las partes de bronce quedó a cargo de la Metalúrgica Abramo Eberle, bajo la supervisión de Tito Bettini, mientras que Silvio Toigo y José Zambon realizaron los elementos de albañilería y piedra.
El destino inicial del monumento fue alterado por la Ley 1.801 del 2 de enero de 1953, que determinó que se honraría a todas las etnias que contribuyeron al poblamiento y progreso de Brasil, pasando a ser un monumento nacional. En 13 de septiembre de 1985 el monumento fue donado al Municipio por la Comissão Pró-Monumento, sufriendo diversas restauraciones entre 1999 y 2002.

## Descripción
El monumento consta de un gran grupo escultórico en bronce representando una pareja de agricultores, con un niño en los brazos de la mujer. A sus espaldas se encuentra un obelisco con tres imágenes alegóricas en bajorrelieve, ilustrando la posesión de la tierra, el cultivo de la tierra, y la alianza entre las fuerzas civiles y militares bajo la protección divina, además de la fecha 1875, el año en que se fundó la ciudad. A ambos lados hay una escalera.

Abajo de las esculturas fue construida una cripta, cuya puerta contiene una imagen de Luiz Antônio Feijó Júnior  recibiendo a los inmigrantes, enmarcada por versos grabados de Cassiano Ricardo. Sobre la entrada se encuentra la inscripción "LA NACIÓN BRASILEÑA Al INMIGRANTE". La cripta, revestida de mármol donado por el gobierno de Italia, originalmente era un museo, pero a partir de julio de 2004 fue transformada en espacio cultural, recibiendo el nombre Espacio Cultural Antônio Caringi, dando lugar la exposiciones temáticas temporales. Actualmente ahí está instalado el Museo del Inmigrante. En 18 de mayo de 2016 el monumento fue declarado uno de los símbolos oficiales de Caxias do Sur. Otorga su nombre a la Medalla Monumento Nacional al Inmigrante, principal conmemoración otorgada por el municipio.